# Itatiaia nationalpark
Itatiaia nationalpark (portugisiska: Parque Nacional do Itatiaia) är en nationalpark i Brasilien som inrättades 1937 och därmed är Brasiliens äldsta nationalpark. Nationalparken ligger i Mantiqueirabergen på gränsen mellan delstaterna Rio de Janeiro och Minas Gerais och omfattar cirka 300 km² bergslandskap och regnskog.

## Geografi
Itatiaia nationalpark ligger i Mantiqueirabergen på gränsen mellan delstaterna Rio de Janeiro och Minas Gerais. Det skyddade området omfattar kommunerna Itatiaia och Resende i Rio de Janeiro och kommunerna Bocaina de Minas och Itamonte i Minas Gerais. Parken som ligger mellan de stora städerna Rio de Janeiro och São Paulo kan nås från dessa via motorvägen BR 116 som passerar Itatiaia, där turist- och informationscenter och ett museum finns, och staden Resende. Motorvägssträckningen mellan Rio de Janeiro och São Paulo är också känd som Via Dutra.
Nationalparken har en varierad natur, då altituden i området är så skiftande, från 500-600 meter över havet och upp till 2 791 meters höjd. Parken kan geografiskt, och med avseende på växt- och djurliv, delas in i en högre och en lägre belägen del. Den högre belägna delen omfattar bergsmassiv med bergstoppar, högplatåer, sluttningar och dalar. Växtligheten karaktäriseras av gräs, buskar och träd som är anpassade till det stränga klimatet på hög höjd, där vintrarna är kalla och torra och det kan förekomma frost och isbildning. Den lägre belägna delen av parken har ett milt och fuktigt klimat och i denna del växer täta och frodiga regnskogar.

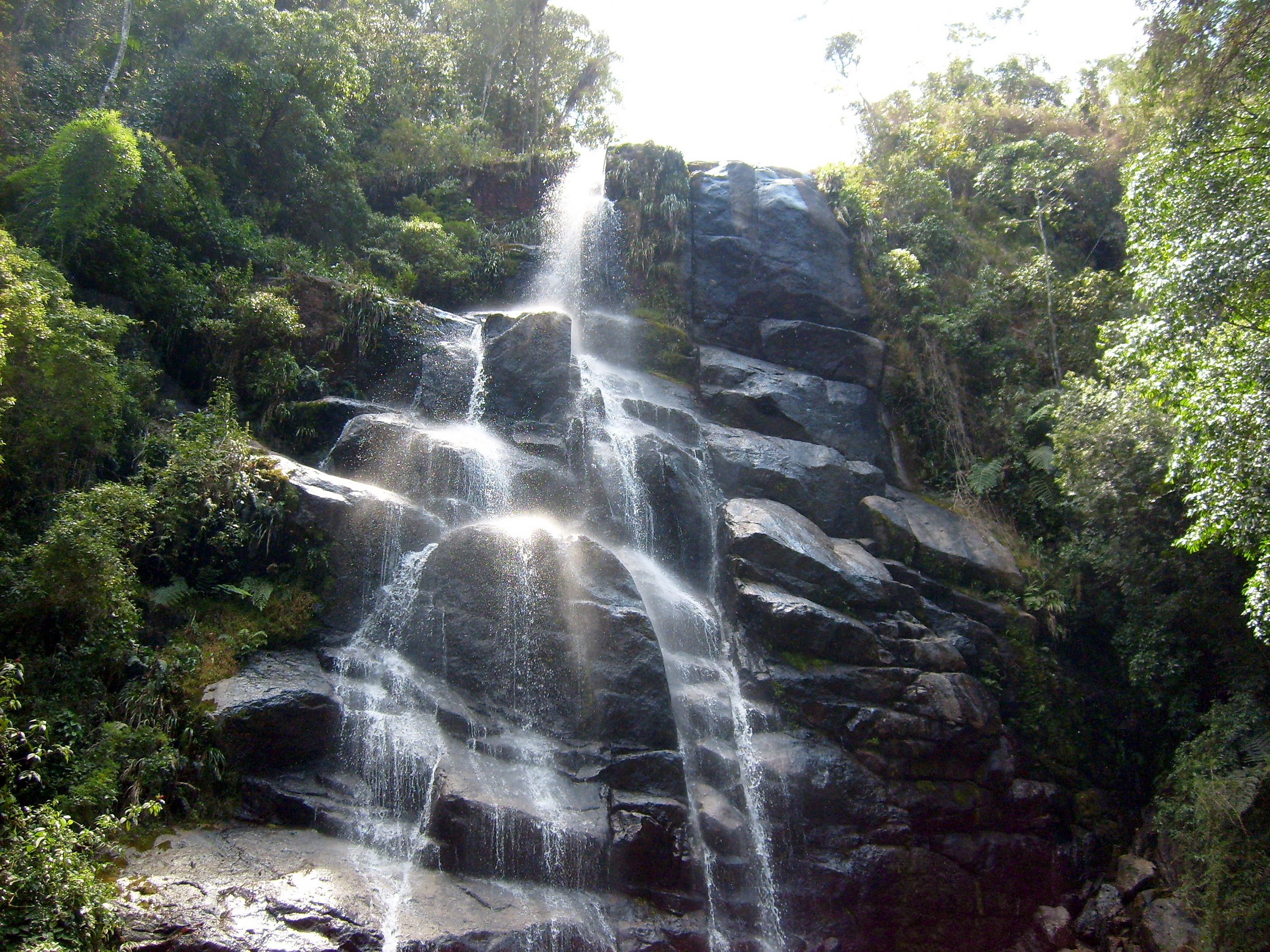
Vattenfallet Véu de Noiva, ett av de högsta vattenfallen i Itatiaia nationalpark.

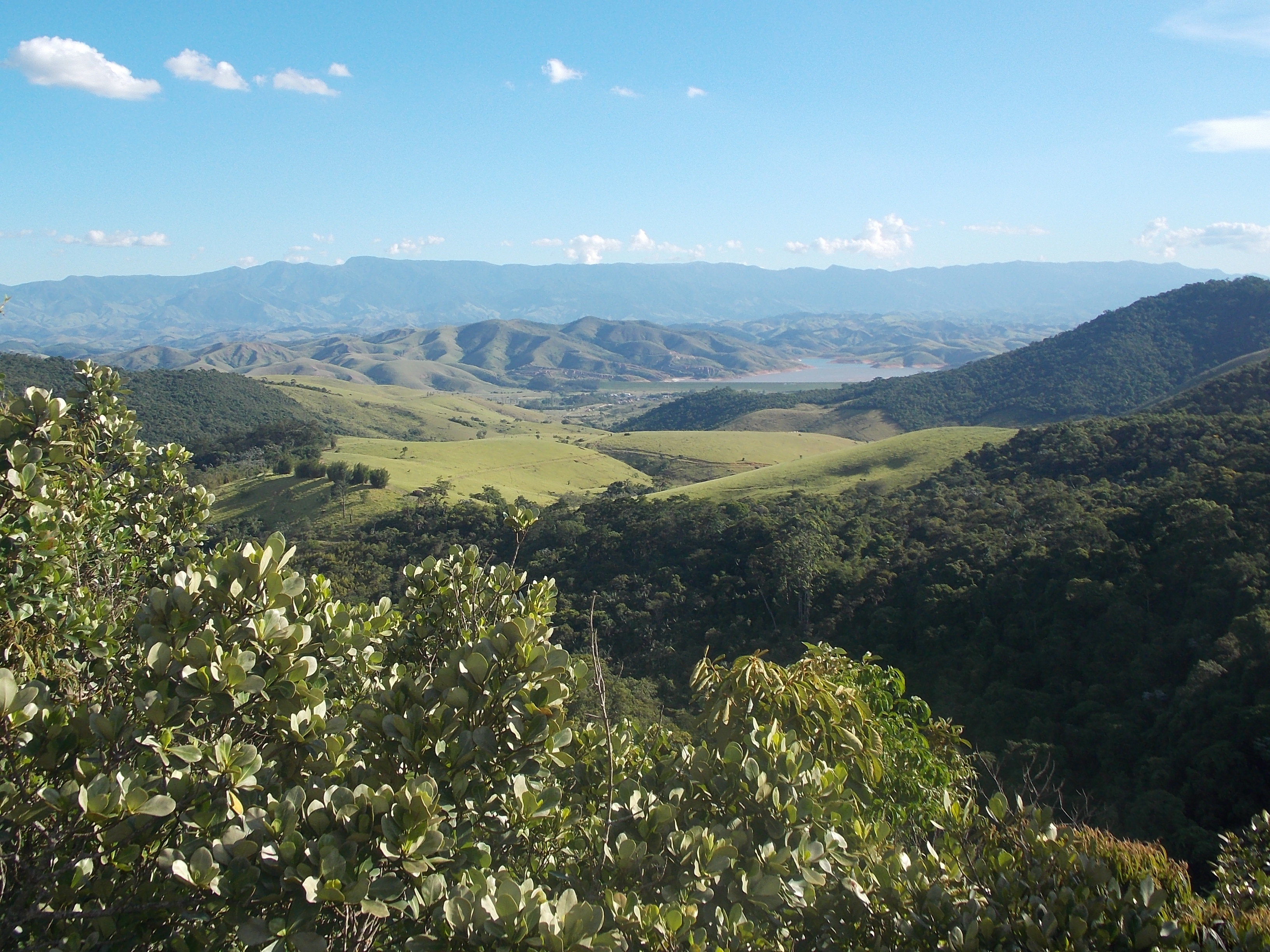
Vy över en dal i Itatiaia nationalpark.

Det högsta berget i nationalparken är Pico das Agulhas Negras som är 2 791 meter högt. Berget ligger på gränsen mellan delstaterna Rio de Janeiro och Minas Gerais. Dess namn, Agulha Negras, syftar på bergets mörka färg och taggiga krön (jämför portugisiskans ord agulha som betyder nål och negra som betyder svart). Berget, vars högsta topp precis som bergsmassivet också kallats Itatiaia, ett namn från tupi-språket (vars betydelse ungefär kan översättas till "spetsiga berg") troddes länge vara Brasiliens högsta berg även om andra mätningar senare tydde på att andra berg i landet var högre, vilket också bekräftats efter undersökningar med moderna mätmetoder som GPS. Utöver Agulha Negras finns ett par andra högre berg i nationalparken som når över 2 600 meters höjd, så som Morro do Couto och Pedra do Sino.
I områdets högplatåregion finns källflöden till flera viktiga tillflöden till de större floderna Rio Grande och Paraíba do Sul. De många bäckarna och floderna bildar flera sjöar och vattenfall på vägen nedför bergen. Bland de mest kända vattenfallen i parken är vattenfallet Véu de Noiva (namnet är på portugisiska och betyder "brudslöja") med en fallhöjd på 40 meter och vattenfallet Poranga (ett namn som kommer från tupi-språket och betyder "vacker") med en fallhöjd på 10 meter och en damm vid fallets fot.
De lägre belägna skogarna i parken är av typen atlantskog, ett mycket artrikt men hotat biom. Därför har området hög prioritet för bevarande av biologisk mångfald i Brasilien.

## Historia
Itatiaia nationalpark inrättades den 14 juni 1937 som den första nationalparken i Brasilien. Det skyddade området omfattade cirka 12 000 hektar, vilket utökades till 30 000 hektar 1982. Innan området förvärvades av staten, 1908, tillhörde det visconden av Mauá. År 1913 föreslog den svenskfödde botanisten Johan Albert Constantin Löfgren (bosatt i Brasilien och känd som Alberto Loefgren) att man skulle skapa en nationalpark i Itatiaia, ett förslag som stöddes av andra naturvetare och år 1914 utsågs ett botaniskt reservat.

## Djur och växter
Itatiaia nationalpark är känd för sitt rika fågelliv med omkring 350 olika fågelarter. Minst 357 arter har rapporterats sedda i området. Dessutom finns minst 50 arter av däggdjur och många kräldjur och groddjur. Flera fågelarter och även många kräldjur och groddjur (till exempel Melanophryniscus moreirae) är endemiska för området eller Brasilien och en del arter är hotade och rödlistade. Ett hotat och för Brasilien endemiskt däggdjur som förekommer i parken är ullspindelapan Brachyteles arachnoides.
Parkens flora innehåller också många för området eller Brasilien endemiska arter, såsom barrträdet Araucaria angustifolia, pepparväxten Piper itatiaianum, blomväxten Itatiaia cleistopetala och bromelian Fernseea itatiaiae.